# Ангальт-Кётен
Ангальт-Кётен (нем. Anhalt-Köthen) — германское княжество под управлением князей Ангальт-Кётенских из династии Асканиев с резиденцией в Кётене, существовавшее в 1396—1847 годах. В 1847—1863 годах принадлежало Ангальт-Бернбургу и находилось в составе Ангальтского герцогства.

## История
В 1382—1392 годах княжеством Ангальт-Цербст управляли три брата Сигизмунд I, Альбрехт III и Вальдемар III, пока Вальдемар не умер в 1392 году. Два брата Сигизмунд и Альбрехт в 1396 году поделили княжество Ангальт-Цербст на Ангальт-Кётен и Ангальт-Дессау. 
Поскольку все дети Адольфа I (умер в 1473) выбрали духовную карьеру, он заключил договор со своим родственником Георгом I, князем Ангальт-Цербста, по которому тот оказался наследником его земель, тот же передал управление своему сыну Вальдемару VI. После его смерти частью Ангальт-Кётена управлял Вальдемар VI Ангальт-Цербстский, однако в другой части княжества правителем стал брат Адольфа I, Альбрехтом VI. Он умер в 1475 году, после чего в Ангальт-Кётене его часть владений оказалась разделена между сыном Филиппом и двумя сыновьями Адольфа I, Адольфом II и Магнусом. Филипп умер в 1500 году, а Адольф и Магнус продолжали сохранять владетельные права до 1508 года, когда они окончательно отказались от Ангальт-Кётена в пользу Вальдемара VI.
В 1525 году Ангальт-Кётен стало второй страной мира после курфюршества Саксония, где при Вольфганге Ангальт-Кётенском была проведена Реформация. Линия герцогов угасла в 1566 году.
В 1570 году Ангальт-Дессау объединило под собой княжество Ангальт, но распалось в 1603 году в результате раздела наследства на Ангальт-Дессау, Ангальт-Бернбург, Ангальт-Кётен, Ангальт-Плёцкау и Ангальт-Цербст. В 1665 году Ангальт-Кётен отошло Ангальт-Плёцкау, его правителями стали братья Лебрехт и Эмануэль. С этого времени правящая династия называлась Ангальт-Кётен-Плёцкау.
Младший брат князя Карла Георга Лебрехта Ангальт-Кётенского Фридрих Эрдман получил при жизни своего бездетного дяди графа Иоганна Эрдмана Промницкого сословные владения Плес в Верхней Силезии и основал секундогенитуру Ангальт-Кётен-Плес.
В 1806 году княжество Ангальт-Кётен было возведено в герцогство. Последний герцог из линии Ангальт-Кётен-Плецкау, малолетний Людвиг Август умер в 1818 году. Герцогом Ангальт-Кётена стал князь Ангальт-Кётен-Плесский Фердинанд Фридрих.
Правящая герцогская династия прервалась в 1847 году. Герцогство отошло Ангальт-Бернбургу и с его согласия управлялось вместе с Ангальт-Дессау. После угасания линии Ангальт-Бернбурга Ангальт был объединён в 1863 году под властью герцога Леопольда IV Фридриха Ангальт-Дессауского.